# إديث باركر
إديث باركر (بالإنجليزية: Edith Parker)‏ هي لاعبة كرة مضرب أمريكية سابقة من بداية القرن العشرين. هي إحدى بطلات الجراند سلام حيث فازت ببطولة أمريكا الوطنية للزوجي في سنة 1900 مع هالي تشامبلن.

## النهائيات

### الفردي الوصافة (1)
| السنة | البطولة                     | الفوز        | النتيجة       |
| 1900  | بطولة أمريكا المفتوحة للتنس | ميرتل مكاتير | 6-2, 6-2, 6-0 |

### الزوجي اللقب (1)
| السنة | البطولة                     | الشريك       | المنافس                | النتيجة       |
| 1900  | بطولة أمريكا المفتوحة للتنس | هالي تشامبلن | ماري ويمر ميرتل مكاتير | 9-7, 6-2, 6-2 |